# Südfriedhof (Wiesbaden)

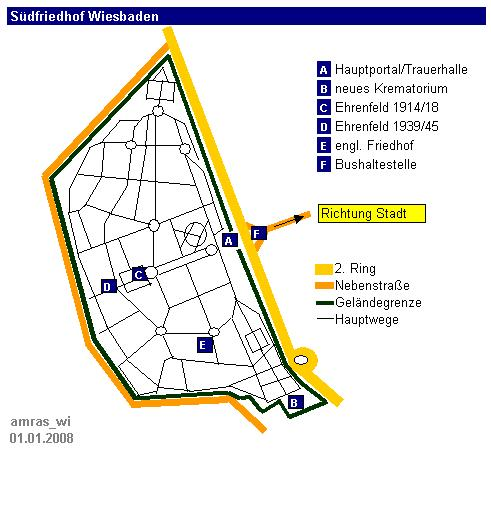
Plan des Südfriedhofs Wiesbaden

Der Südfriedhof am Siegfriedring 25 ist mit 330.700 Quadratmetern der größte Friedhof Wiesbadens.

## Lage und Geschichte
Der Südfriedhof entstand in den Jahren 1908/1909 als zweiter städtischer Hauptfriedhof nach dem Nordfriedhof. Er liegt im Wiesbadener Ortsbezirk Südost, nördlich des Steinbruchs Dyckerhoffbruch. Die Planung lag in den Händen von Gartenbauinspektor Heinrich Zeininger und umfasste auch den Bau eines Krematoriums, das als integraler Bestandteil einer symmetrischen Gebäudegruppe am Friedhofseingang nach Entwurf von Stadtbauinspektor August O. Pauly ausgeführt wurde. Die Feuerbestattungsanlage wurde 1912 als eine der ersten Preußens in Betrieb genommen und bis 1997 genutzt.
Auf dem Gelände befindet sich ein britischer Militärfriedhof. Eine Tafel am Eingang trägt die Inschrift British Military Cemetery 1926–1929.

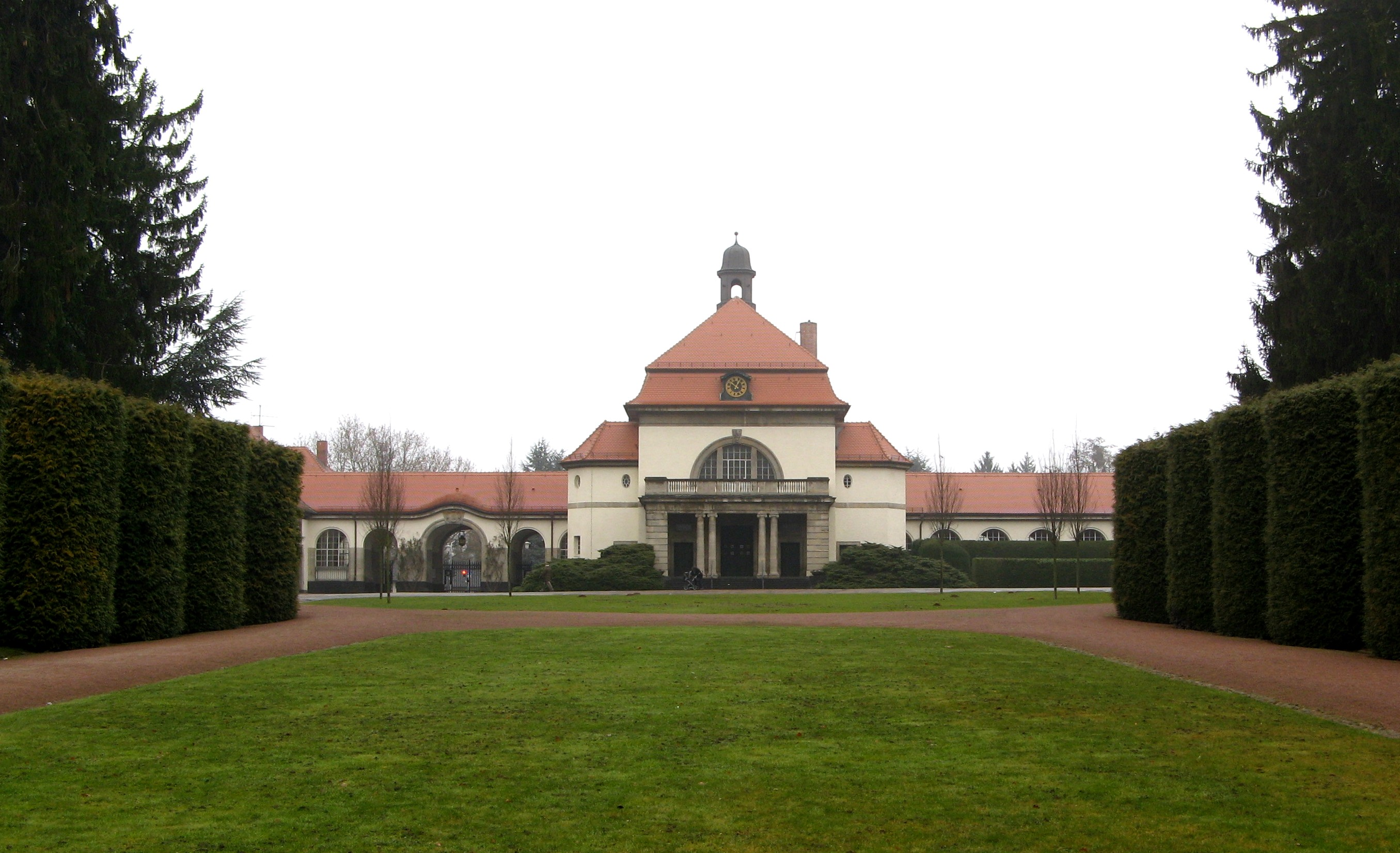
Südfriedhof Wiesbaden – Hauptgebäude mit altem Krematorium

Viele sowjetische Kriegsgefangene wurden in Wiesbaden zur Zeit des Zweiten Weltkriegs zur Zwangsarbeit gezwungen, einige wurden ermordet oder kamen bei Bombenräumarbeiten ums Leben. Die meisten sind auf dem Südfriedhof bestattet.

## Gestaltung des Geländes
Die Friedhofsanlage mit annähernd trapezförmigem Gräberfeld und der zusammenhängenden Gebäudegruppe erschließt sich im Eingangsbereich als barocke Gartenanlage. Eingesäumt mit säulenförmigen Lebensbäumen öffnet sich ein breiter Grünstreifen, an dem ein Ehrenfeld liegt.
Ein weiteres Charakteristikum des Südfriedhofes ist ein Ringweg, der durch sechs der großen Wegkreuzungen markierenden Rondelle unterbrochen wird. Der Südfriedhof vereint eine Vielzahl historischer Grabmäler. Besonders repräsentative Begräbnisstätten befinden sich entlang des Ringweges, an den Rondellen und an der Hauptachse.
Von besonderer Bedeutung ist die Grabstätte von Manfred von Richthofen, genannt „Der Rote Baron“, geboren 1892. Er war Jagdflieger-Offizier und starb am 21. April 1918 beim Luftkampf an der Westfront. Er wurde 1975 vom Invalidenfriedhof in Berlin auf den Südfriedhof in Wiesbaden umgebettet. Das Grab befindet sich im Westhain, Nummer 77.

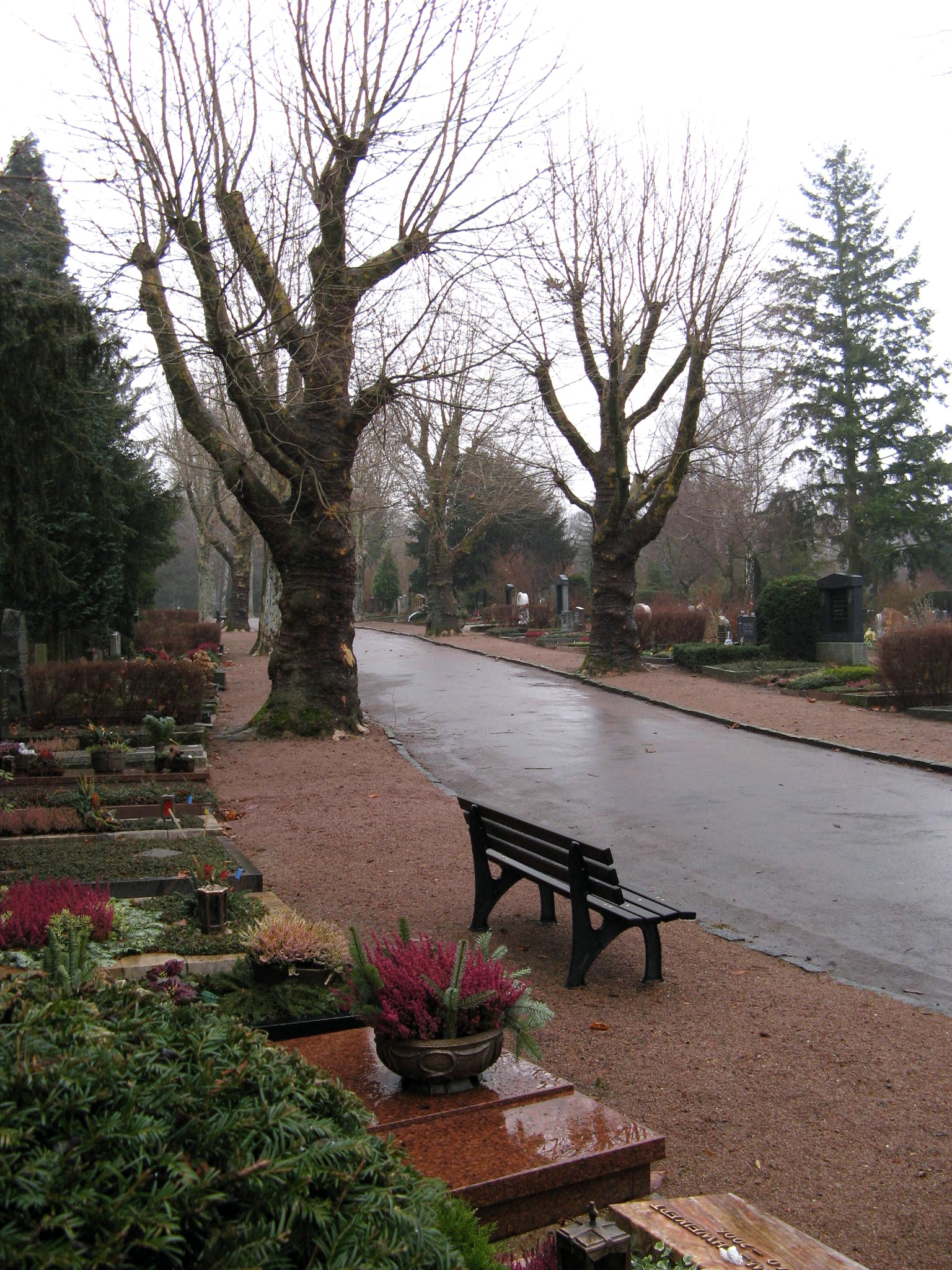
Typische Ansicht des Südfriedhofs Wiesbaden

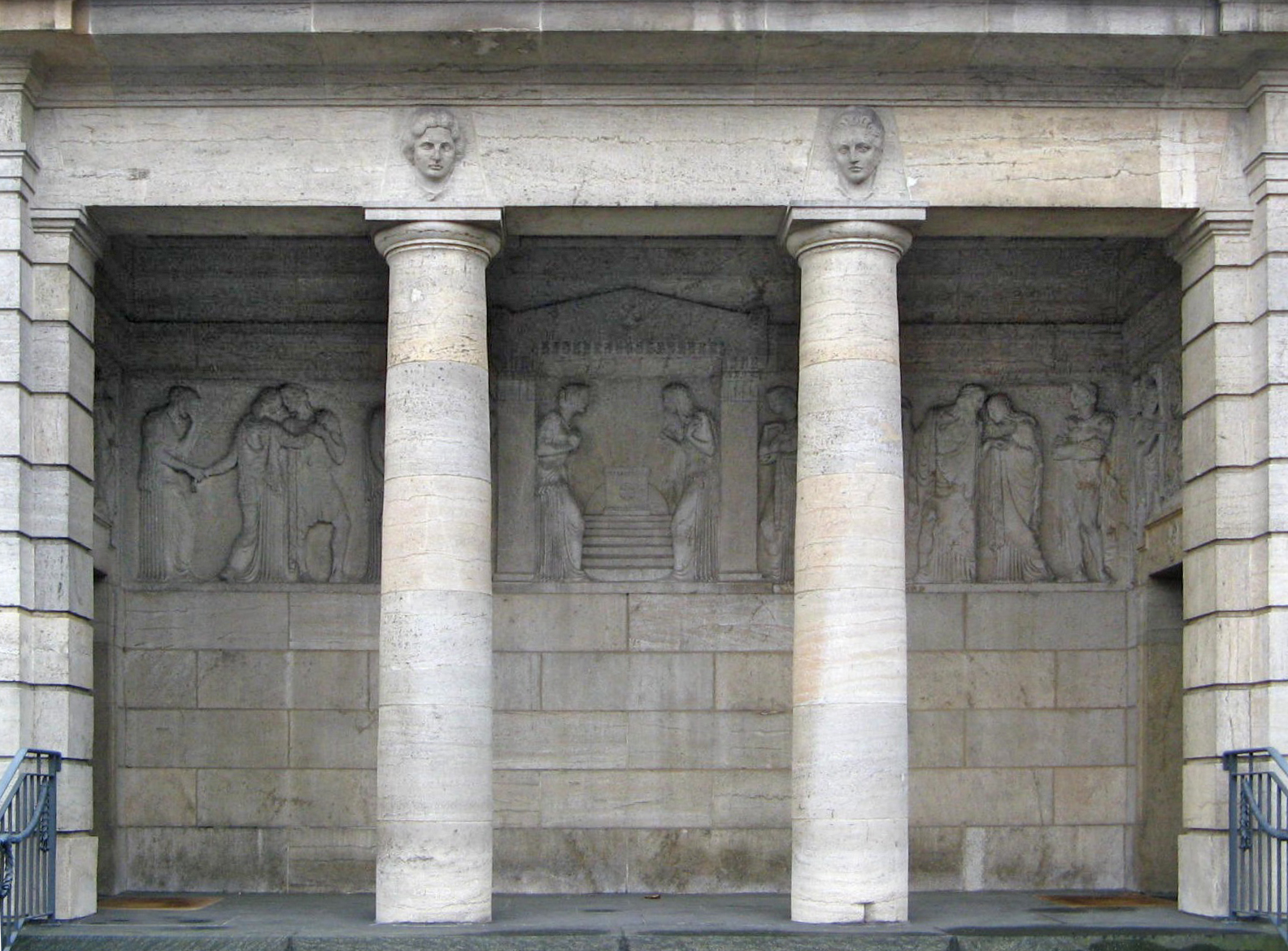
Südfriedhof Wiesbaden – altes Krematorium – Außenansicht

## Krematorien
Das Krematorium im Hauptbau des Südfriedhofs wurde von 1912 bis 1997 genutzt. Heute steht für Feuerbestattungen eine moderne Anlage am nördlichen Rand des Südfriedhofes zur Verfügung.

## Patenschaften
Es wird seitens der Stadtverwaltung die Möglichkeit angeboten, Patenschaften für alte Grabstellen zu übernehmen. Verbunden mit der Übernahme von Kosten zur Erhaltung der Grabmäler ist das Recht des Paten, selbst einen Platz in dem Grab zu finden.

## Gräber
- Alo Altripp (1906–1991)
- Louise Marie Amélie, Prinzessin von Belgien (1858–1924)
- Günter Besier († 2008), Seniorchef des Fotohauses Besier, Pseudonym Hans Kater, Präsident des Hesse Motor Sports Clubs
- Wolfgang Grams (1953–1993), Terrorist der Rote Armee Fraktion
- Marek Hłasko (1934–1969), polnischer Schriftsteller
- Wilhelm Jacoby (1855–1925), deutscher Lustspielautor
- Hugo Koch (1883–1964), Baurat und Architekt
- George Konell (1912–1991), Schriftsteller
- Franz Mannstädt (1852–1932), Dirigent und Hofkapellmeister
- Waldemar Reichhard (1915–1988), Wiesbadener Original, genannt der Knoblauchkönig oder auch nur „Knoblauch“
- Manfred von Richthofen (1892–1918), Jagdflieger
- Erna (Dorothea Luise) Sack, geborene Weber (1898–1972), Kammersängerin
- Ute Steffens (1940–2020), Bildhauerin und Malerin
- Hans Völcker (1865–1944), Maler
- Stanislaus Wojtowski (1850–1913), Wiesbadener Architekt

### Ehrengräber
Auf dem Südfriedhof befinden sich 7 Ehrengräber der Stadt Wiesbaden. Die Ehrengräber sind:
| Person                  | Lebensdaten | Beruf                                                                  |
| ----------------------- | ----------- | ---------------------------------------------------------------------- |
| Hellmut von Gerlach     | 1866–1935   | Publizist, Politiker, Gründer der Liga für Menschenrechte              |
| Heinrich Glücklich      | 1877–1971   | Ehrenbürger, Stadtverordneter, Alterspräsident des Hessischen Landtags |
| Philipp Holl            | 1879–1967   | Bürgermeister, Ehrenbürger                                             |
| Moritz Lang             | 1901–1975   | Stadtrat, Stadtältester                                                |
| Christa Moering         | 1916–2013   | Malerin                                                                |
| Julie von Pfeilschifter | 1840–1918   | Tonkünstlerin                                                          |
| Angelika Thiels         | 1941–2009   | CDU-Politikerin, Stadtverordnetenvorsteherin                           |

## Verkehrsanbindung
- Mit Stadtwerke-Bus der Linie 16, Haltestelle: Südfriedhof